# آب آبی
آب آبی (به انگلیسی: Water blue) با فرمول شیمیایی C۳۲H۲۵N۳O۹S۳Na۲ یک ترکیب شیمیایی است. که جرم مولی آن ۷۳۷٫۷۲۳۷۴ g/mol می‌باشد.
محلول در آب و کمی محلول در اتانول است.